# Serbia și Muntenegru la Concursul Muzical Eurovision Junior
Serbia și Muntenegru a debutat la Concursul Muzical Eurovision Junior în anul 2005. După această ediție, țara nu a mai putut participa deoarece s-a destrămat, formându-se două noi state, Serbia și Muntenegru. Serbia a debutat la același concurs un an mai târziu, în 2006, iar Muntenegru în 2014.

## Rezultate

#### Legendă:
Câștigător
     Locul al doilea
     Locul al treilea
     Ultimul loc
| An                                                                   | Gazda   | Artist      | Titlu                                | Poziție | Puncte |
| -------------------------------------------------------------------- | ------- | ----------- | ------------------------------------ | ------- | ------ |
| 2005                                                                 | Hasselt | Filip Vučić | "Ljubav pa fudbal" (Љубав па фудбал) | 13      | 29     |
| Nu a mai participat după concursul din 2005 pentru că s-a destrămat. |         |             |                                      |         |        |

## Istoria voturilor (2005)
| Poziție | Țară                | Puncte |
| ------- | ------------------- | ------ |
| 1       | Spania              | 12     |
| 2       | Republica Macedonia | 10     |
| 3       | Belarus             | 8      |
| 4       | România             | 7      |
| 5       | Croația             | 6      |

| Poziție | Țară                | Puncte |
| ------- | ------------------- | ------ |
| 1       | Republica Macedonia | 10     |
| 2       | Croația             | 6      |
| 3       | Cipru               | 1      |